# Microinvest
Microinvest foi uma empresa de microcrédito que foi advinda de uma parceria do conglomerado de empresas do Grupo Unibanco (82%) e IFC (18%).
As duas empresas controlavam a companhia que foi fundada em Janeiro de 2003. A Microinvest atuou nesta área sendo reformulada pela duas empresas e renovando os seus planos comerciais na área em que atuava, até a fusão das operações do Unibanco com o Banco Itaú.

Após a fusão, o Unibanco assim como todas as suas propriedades, passaram por uma descaracterização lenta promovida pela fusão das duas empresas. Até que na década de 2010 todas reformularam as suas nomenclaturas e a Microinvest passou a ser Itaú Microcrédito e passou a trabalhar juntamente com a linha de microcrédito da Itaú, sendo assim fazendo parte da empresa O novo banco continuou as operações da empresa e deu segmento á sua expansão dos negócios.